# Ях'я III ібн Аль-Касем
Ях'я III ібн Аль-Касем (аль-Касім) (араб. يحيى الثالث بن القاسم‎; д/н–904) — 8-й імам і султан держави Ідрісидів у Магрибі в 883—904 роках. Мав лакаб аль-Кеттані («Той, що стосується тканини»).

## Життєпис
Син Аль-Касема ібн Ідріса, володаря Танжеру. На початку 830-х років він втратив володіння за пручання братові — імаму Мухаммаду I. Родина оселилася в Арзілі. Точна дата і місце народження Ях'ї невідомо. Після смерті батька у 840-х роках успадкував Арзілу. У 864 році при сходженні на трон внучатого небожа Ях'ї II здобув владу над берберськими племенами лувата і кутама.
883 році після поразки стриєчного брата Алі II був запрошений іфрікійськими арабами Фесу на трон. Перед битвою наказав поставити намети з білої тканини, за що отримав своє прізвисько. Завдав поразки повсталим хариджитам на чолі з Абд ар-Разаком, відвоювавши столицю держави, де невдовзі оголошений імамом і султаном. Втім вимушений був і далі воювати проти повсталих у гірських районах.
Згодом проти нього за підтримки берберів-авраба повстав стриєчний брат Ях'я ібн Ідріс. Зрештою 904 року султан Ях'я III зазнав поразки й загинув у війні проти Рабі ібн Сулеймана, військовика Ях'ї ібн Алі. Останній став новим імамом. Поховано Ях'ю III в селі Джота.